# Sisymbrium septulatum
Sisymbrium septulatum là một loài thực vật có hoa trong họ Cải. Loài này được DC. miêu tả khoa học đầu tiên.